# ماريو بوليو
ماريو بوليو هو سياسي كندي، ولد في 1959 في شيربروك في كندا. نشط حزبياً في الكتلة الكيبيكية. في الانتخابات الفيدرالية الكندية 2015، انتخب عضو مجلس العموم الكندي عن دائرة La Pointe-de-l'Île ‏ وقد انضم خلال فترته النيابية ‏ (19 أكتوبر 2015 – ) للكتلة البرلمانية الكتلة الكيبيكية.